# Astroblepus
Astroblepus – rodzaj słodkowodnych ryb sumokształtnych z monotypowej rodziny Astroblepidae, blisko spokrewnionej z rodziną Scoloplacidae.

## Zasięg występowania
Panama i Ameryka Południowa (region Andów).

## Cechy charakterystyczne
Ciało nagie lub prawie nagie. Otwór gębowy przekształcony w przyssawkę, podobnie jak u praktycznie wszystkich zbrojników (Loricariidae). Dwie pary wąsików – szczękowe i nosowe. Płetwa tłuszczowa obecna lub nie; płetwa grzbietowa z kolcem i 6 lub 7 miękkimi promieniami; płetwa grzbietowa bez mechanizmu blokującego (mechanizm blokujący występuje u spokrewnionych z nimi kiryskowatych i zbrojnikowatych); płetwa odbytowa z 4–6 promieniami; stosunkowo krótkie jelito; 34 kręgi (17 + 17). Niektóre gatunki mogą żyć w rwących górskich potokach, na wysokościach do 3500 m n.p.m., i wspinać się po ścianach wodospadów.
Maksymalna długość około 30 cm.

## Klasyfikacja
Rodzaj obejmuje co najmniej 56 gatunków, m.in.:
- Astroblepus acostai
- Astroblepus grixalvii
- Astroblepus heterodon
- Astroblepus homodon
- Astroblepus itae
- Astroblepus mariae
- Astroblepus sabalo
- Astroblepus taczanowskii
- Astroblepus verai

Gatunkiem typowym jest A. grixalvii